# Liste der denkmalgeschützten Objekte in Heiligenbrunn
Die Liste der denkmalgeschützten Objekte in Heiligenbrunn enthält die 116 denkmalgeschützten, unbeweglichen Objekte der burgenländischen Gemeinde Heiligenbrunn.

## Denkmäler
| Foto |                 | Denkmal                                                                   | Standort                                                           | Beschreibung | Metadaten |
| ---- | --------------- | ------------------------------------------------------------------------- | ------------------------------------------------------------------ | --- | --- |
| ja   | Datei hochladen | Kath. Filialkirche Hl. Dreifaltigkeit HERIS-ID: 30712 Objekt-ID: 27473    | Deutsch Bieling 100 Standort KG: Deutsch Bieling                   | | BDA-Hist.: Q37937174 Status: § 2a Stand der BDA-Liste: 2025-06-30 Name: Kath. Filialkirche Hl. Dreifaltigkeit GstNr.: 42 Kath. Filialkirche Hl. Dreifaltigkeit (Deutsch Bieling) |
| ja   | Datei hochladen | Kath. Pfarrkirche hll. Cosmas und Damian HERIS-ID: 30717 Objekt-ID: 27478 | Hagensdorf im Burgenland 200 Standort KG: Hagensdorf im Burgenland | Mittelalterliche Pfarre; eine Kirche wurde urkundlich 1418 erwähnt (sie stand wahrscheinlich am Friedhofshügel von Luising). Die heute vorfindbare Kirche ist ein Neubau von 1788; eine Erweiterung erfolgte im Jahr 1878. Klassizistischer Bau. Vorgebauter dreigeschoßiger Nordturm mit Spitzhelm; eingezogener Chor. Einschiffiger, dreijochiger Raum unter Platzlgewölben zwischen Doppelgurten auf Doppelpilastern. Emporenbrüstung über breitem Bogen; rundbogiger Triumphbogen. Das Chorjoch unter Platzlgewölbe, über der Apsis befinden sich Kappen. Orgel vom Ende des 18. Jahrhunderts. | BDA-Hist.: Q15124682 Status: § 2a Stand der BDA-Liste: 2025-06-30 Name: Kath. Pfarrkirche hll. Cosmas und Damian GstNr.: 1 Pfarrkirche Hagensdorf                                |
| ja   | Datei hochladen | Kath. Pfarrkirche hl. Clemens HERIS-ID: 30709 Objekt-ID: 27470            | Heiligenbrunn 206 Standort KG: Heiligenbrunn                       | Mittelalterliche Pfarre. Anstelle eines älteren Baues dicht an steil abfallendem Hang 1764 erbaut. Spätbarocker Saalbau. Vor westlicher Scheingiebelfassade befindet sich der dreigeschoßige Turm mit Spitzhelm. Eingezogener Chor mit flachelliptisch geschlossener Apsis. Faschen- und Gesimsgliederung. Einschiffiger, zweijochiger Raum, Platzlgewölbe zwischen Doppelgurten auf flachen Pilastern. Rundbogiger Triumphbogen (mit Doppelwappen Batthyány und Erdődy), in der Apsis Stichkappen. Der Hochaltar mit zweigeschoßigem Säulenaufbau zeigt als Altarbild den hl. Clemens. | BDA-Hist.: Q1100212 Status: § 2a Stand der BDA-Liste: 2025-06-30 Name: Kath. Pfarrkirche hl. Clemens GstNr.: 67 Pfarrkirche Heiligenbrunn                                        |
| ja   | Datei hochladen | Ehem. Zollwachwohngebäude HERIS-ID: 30711 Objekt-ID: 27472                | Heiligenbrunn 67 Standort KG: Heiligenbrunn                        | An der Grenze zur Nachbargemeinde Strem gelegen, daher auch als Stremer Zollhaus bekannt. Das Gebäude stammt aus der Zeit vor 1931 und war Anfang 1945 Teil des Zwangsarbeiterlagers im angrenzenden Meierhof Heiligenbrunn, in dem es zu mehreren Endphaseverbrechen kam. | BDA-Hist.: Q37937157 Status: Bescheid Stand der BDA-Liste: 2025-06-30 Name: Ehem. Zollwachwohngebäude GstNr.: 3348 Stremer Zollhaus                                              |
| BW   | Datei hochladen | Obj. 126, Weinkeller mit Stüberl HERIS-ID: 113897seit 2021                | Standort KG: Heiligenbrunn                                         | | BDA-Hist.: Q107558991 Status: Bescheid Stand der BDA-Liste: 2025-06-30 Name: Obj. 126, Weinkeller mit Stüberl GstNr.: 1232, 1240                                                 |
| ja   | Datei hochladen | Keller HERIS-ID: 44314 Objekt-ID: 45092                                   | Kellerviertel 3 Standort KG: Heiligenbrunn                         | Das Kellerviertel Heiligenbrunn besteht in erster Linie aus dem etwa 2 Kilometer langen Güterweg Kellerviertel und dem Güterweg Zeinerberg. Es handelt sich um eine lockere Reihung von Weinkellern und Speichern aus dem 18. und 19. Jahrhundert. Seit 1963 gibt es umfassende Erhaltungsaktionen, seit 1969 steht das Ensemble unter Landschaftsschutz. Es sind niedrige Holzblockbauten auf einem gestampften Lehmboden, die mit einem Lehm-Häcksel-Gemisch verputzt sind. Gedeckt sind sie mit gewalmten Satteldächern mit Stroh(Schab-)deckung. sie haben altertümlich verzapfte und verriegelte Eichentüren, vielfach mit Schnitzerei und Bezeichnung (1748, 1783 etc.) und mit strohgeflochtenen Schutztüren. Die Keller sind üblicherweise zweiräumig, im Vorderhaus, wo sich auch die Sitzstube mit Weinfässern befindet, gibt es Balkendecken, im Hinterhaus einen offenen Dachstuhl. Daneben gibt es Wein-(Baum- oder Hengsten-)pressen, auch sie sind vielfach bezeichnet (1731, 1740 etc.). | BDA-Hist.: Q38008040 Status: Bescheid Stand der BDA-Liste: 2025-06-30 Name: Keller GstNr.: 2542                                                                                  |
| ja   | Datei hochladen | Keller HERIS-ID: 44315 Objekt-ID: 45093                                   | Kellerviertel 4 Standort KG: Heiligenbrunn                         | siehe Kellerviertel 3 | BDA-Hist.: Q38008051 Status: Bescheid Stand der BDA-Liste: 2025-06-30 Name: Keller GstNr.: 2539                                                                                  |
| ja   | Datei hochladen | Keller HERIS-ID: 44316 Objekt-ID: 45094                                   | Kellerviertel 8 Standort KG: Heiligenbrunn                         | siehe Kellerviertel 3 | BDA-Hist.: Q38008061 Status: Bescheid Stand der BDA-Liste: 2025-06-30 Name: Keller GstNr.: 2512                                                                                  |
| ja   | Datei hochladen | Keller HERIS-ID: 44317 Objekt-ID: 45095                                   | Kellerviertel 9 Standort KG: Heiligenbrunn                         | siehe Kellerviertel 3 | BDA-Hist.: Q38008071 Status: Bescheid Stand der BDA-Liste: 2025-06-30 Name: Keller GstNr.: 2509                                                                                  |
| ja   | Datei hochladen | Keller HERIS-ID: 44319 Objekt-ID: 45097                                   | Kellerviertel 13 Standort KG: Heiligenbrunn                        | siehe Kellerviertel 3 | BDA-Hist.: Q38008078 Status: Bescheid Stand der BDA-Liste: 2025-06-30 Name: Keller GstNr.: 2486                                                                                  |
| ja   | Datei hochladen | Keller HERIS-ID: 44320 Objekt-ID: 45098                                   | Kellerviertel 14 Standort KG: Heiligenbrunn                        | siehe Kellerviertel 3 | BDA-Hist.: Q38008089 Status: Bescheid Stand der BDA-Liste: 2025-06-30 Name: Keller GstNr.: 2476                                                                                  |
| ja   | Datei hochladen | Keller HERIS-ID: 44321 Objekt-ID: 45099                                   | Kellerviertel 15 Standort KG: Heiligenbrunn                        | siehe Kellerviertel 3 | BDA-Hist.: Q38008098 Status: Bescheid Stand der BDA-Liste: 2025-06-30 Name: Keller GstNr.: 2473                                                                                  |
| ja   | Datei hochladen | Keller HERIS-ID: 44322 Objekt-ID: 45100                                   | Kellerviertel 16 Standort KG: Heiligenbrunn                        | siehe Kellerviertel 3 | BDA-Hist.: Q38008118 Status: Bescheid Stand der BDA-Liste: 2025-06-30 Name: Keller GstNr.: 2470/2                                                                                |
| ja   | Datei hochladen | Keller HERIS-ID: 44324 Objekt-ID: 45102                                   | Kellerviertel 18 Standort KG: Heiligenbrunn                        | siehe Kellerviertel 3 | BDA-Hist.: Q38008138 Status: Bescheid Stand der BDA-Liste: 2025-06-30 Name: Keller GstNr.: 2438/2                                                                                |
| ja   | Datei hochladen | Keller HERIS-ID: 44326 Objekt-ID: 45104                                   | Kellerviertel 20 Standort KG: Heiligenbrunn                        | siehe Kellerviertel 3 | BDA-Hist.: Q38008158 Status: Bescheid Stand der BDA-Liste: 2025-06-30 Name: Keller GstNr.: 2434                                                                                  |
| ja   | Datei hochladen | Keller HERIS-ID: 30736 Objekt-ID: 27498                                   | Kellerviertel 21 Standort KG: Heiligenbrunn                        | siehe Kellerviertel 3 | BDA-Hist.: Q37937361 Status: Bescheid Stand der BDA-Liste: 2025-06-30 Name: Keller GstNr.: 2428                                                                                  |
| ja   | Datei hochladen | Keller HERIS-ID: 30735 Objekt-ID: 27497                                   | Kellerviertel 22 Standort KG: Heiligenbrunn                        | siehe Kellerviertel 3 | BDA-Hist.: Q37937348 Status: Bescheid Stand der BDA-Liste: 2025-06-30 Name: Keller GstNr.: 2414, 2415                                                                            |
| ja   | Datei hochladen | Keller HERIS-ID: 44328 Objekt-ID: 45106                                   | Kellerviertel 23 Standort KG: Heiligenbrunn                        | siehe Kellerviertel 3 | BDA-Hist.: Q38008180 Status: Bescheid Stand der BDA-Liste: 2025-06-30 Name: Keller GstNr.: 2410                                                                                  |
| ja   | Datei hochladen | Keller HERIS-ID: 44330 Objekt-ID: 45108                                   | Kellerviertel 24 Standort KG: Heiligenbrunn                        | siehe Kellerviertel 3 | BDA-Hist.: Q38008201 Status: Bescheid Stand der BDA-Liste: 2025-06-30 Name: Keller GstNr.: 2407                                                                                  |
| ja   | Datei hochladen | Keller HERIS-ID: 44332 Objekt-ID: 45110                                   | Kellerviertel 25 Standort KG: Heiligenbrunn                        | siehe Kellerviertel 3 | BDA-Hist.: Q38008226 Status: Bescheid Stand der BDA-Liste: 2025-06-30 Name: Keller GstNr.: 2403                                                                                  |
| BW   | Datei hochladen | Keller HERIS-ID: 44334 Objekt-ID: 45112                                   | Kellerviertel 26 Standort KG: Heiligenbrunn                        | siehe Kellerviertel 3 | BDA-Hist.: Q38008245 Status: Bescheid Stand der BDA-Liste: 2025-06-30 Name: Keller GstNr.: 2394                                                                                  |
| ja   | Datei hochladen | Keller HERIS-ID: 44336 Objekt-ID: 45114                                   | Kellerviertel 27 Standort KG: Heiligenbrunn                        | siehe Kellerviertel 3 | BDA-Hist.: Q38008264 Status: Bescheid Stand der BDA-Liste: 2025-06-30 Name: Keller GstNr.: 2386                                                                                  |
| ja   | Datei hochladen | Keller HERIS-ID: 44323 Objekt-ID: 45101                                   | Kellerviertel 28 Standort KG: Heiligenbrunn                        | siehe Kellerviertel 3 | BDA-Hist.: Q38008128 Status: Bescheid Stand der BDA-Liste: 2025-06-30 Name: Keller GstNr.: 2388                                                                                  |
| ja   | Datei hochladen | Keller HERIS-ID: 44338 Objekt-ID: 45116                                   | Kellerviertel 29 Standort KG: Heiligenbrunn                        | siehe Kellerviertel 3 | BDA-Hist.: Q38008285 Status: Bescheid Stand der BDA-Liste: 2025-06-30 Name: Keller GstNr.: 2375                                                                                  |
| ja   | Datei hochladen | Keller HERIS-ID: 44340 Objekt-ID: 45118                                   | Kellerviertel 30 Standort KG: Heiligenbrunn                        | siehe Kellerviertel 3 | BDA-Hist.: Q38008303 Status: Bescheid Stand der BDA-Liste: 2025-06-30 Name: Keller GstNr.: 2381, 2382                                                                            |
| ja   | Datei hochladen | Keller HERIS-ID: 44341 Objekt-ID: 45119                                   | Kellerviertel 31 Standort KG: Heiligenbrunn                        | siehe Kellerviertel 3 | BDA-Hist.: Q38008313 Status: Bescheid Stand der BDA-Liste: 2025-06-30 Name: Keller GstNr.: 2374                                                                                  |
| ja   | Datei hochladen | Keller HERIS-ID: 44342 Objekt-ID: 45120                                   | Kellerviertel 32 Standort KG: Heiligenbrunn                        | siehe Kellerviertel 3 | BDA-Hist.: Q38008325 Status: Bescheid Stand der BDA-Liste: 2025-06-30 Name: Keller GstNr.: 2368, 2366                                                                            |
| BW   | Datei hochladen | Keller HERIS-ID: 44343 Objekt-ID: 45121                                   | Kellerviertel 33 Standort KG: Heiligenbrunn                        | siehe Kellerviertel 3 | BDA-Hist.: Q38008334 Status: Bescheid Stand der BDA-Liste: 2025-06-30 Name: Keller GstNr.: 2363                                                                                  |
| ja   | Datei hochladen | Keller HERIS-ID: 44325 Objekt-ID: 45103                                   | Kellerviertel 34 Standort KG: Heiligenbrunn                        | siehe Kellerviertel 3 | BDA-Hist.: Q38008148 Status: Bescheid Stand der BDA-Liste: 2025-06-30 Name: Keller GstNr.: 2363                                                                                  |
| ja   | Datei hochladen | Keller HERIS-ID: 44327 Objekt-ID: 45105                                   | Kellerviertel 35 Standort KG: Heiligenbrunn                        | siehe Kellerviertel 3 | BDA-Hist.: Q38008169 Status: Bescheid Stand der BDA-Liste: 2025-06-30 Name: Keller GstNr.: 2362                                                                                  |
| ja   | Datei hochladen | Keller HERIS-ID: 44344 Objekt-ID: 45122                                   | Kellerviertel 36 Standort KG: Heiligenbrunn                        | siehe Kellerviertel 3 Anmerkung: Das geschützte Objekt ist das Haus mit dem roten Dach. | BDA-Hist.: Q38008343 Status: Bescheid Stand der BDA-Liste: 2025-06-30 Name: Keller GstNr.: 2358                                                                                  |
| ja   | Datei hochladen | Keller HERIS-ID: 44345 Objekt-ID: 45123                                   | Kellerviertel 37 Standort KG: Heiligenbrunn                        | siehe Kellerviertel 3 Anmerkung: Das geschützte Gebäude ist das Haus mit dem grauen Dach. | BDA-Hist.: Q38008351 Status: Bescheid Stand der BDA-Liste: 2025-06-30 Name: Keller GstNr.: 2355                                                                                  |
| ja   | Datei hochladen | Keller HERIS-ID: 44346 Objekt-ID: 45124                                   | Kellerviertel 38 Standort KG: Heiligenbrunn                        | siehe Kellerviertel 3 | BDA-Hist.: Q38008358 Status: Bescheid Stand der BDA-Liste: 2025-06-30 Name: Keller GstNr.: 2352                                                                                  |
| ja   | Datei hochladen | Keller HERIS-ID: 44347 Objekt-ID: 45125                                   | Kellerviertel 39 Standort KG: Heiligenbrunn                        | siehe Kellerviertel 3 | BDA-Hist.: Q38008367 Status: Bescheid Stand der BDA-Liste: 2025-06-30 Name: Keller GstNr.: 2339                                                                                  |
| ja   | Datei hochladen | Keller HERIS-ID: 44348 Objekt-ID: 45126                                   | Kellerviertel 41 Standort KG: Heiligenbrunn                        | siehe Kellerviertel 3 | BDA-Hist.: Q38008377 Status: Bescheid Stand der BDA-Liste: 2025-06-30 Name: Keller GstNr.: 2329                                                                                  |
| ja   | Datei hochladen | Keller HERIS-ID: 44349 Objekt-ID: 45127                                   | Kellerviertel 42 Standort KG: Heiligenbrunn                        | siehe Kellerviertel 3 | BDA-Hist.: Q38008384 Status: Bescheid Stand der BDA-Liste: 2025-06-30 Name: Keller GstNr.: 2323                                                                                  |
| ja   | Datei hochladen | Keller HERIS-ID: 44350 Objekt-ID: 45128                                   | Kellerviertel 43 Standort KG: Heiligenbrunn                        | siehe Kellerviertel 3 | BDA-Hist.: Q38008391 Status: Bescheid Stand der BDA-Liste: 2025-06-30 Name: Keller GstNr.: 2317                                                                                  |
| ja   | Datei hochladen | Keller HERIS-ID: 44351 Objekt-ID: 45129                                   | Kellerviertel 44 Standort KG: Heiligenbrunn                        | siehe Kellerviertel 3 | BDA-Hist.: Q38008398 Status: Bescheid Stand der BDA-Liste: 2025-06-30 Name: Keller GstNr.: 2310                                                                                  |
| ja   | Datei hochladen | Keller HERIS-ID: 30737 Objekt-ID: 27499                                   | Kellerviertel 45 Standort KG: Heiligenbrunn                        | siehe Kellerviertel 3 | BDA-Hist.: Q37937375 Status: Bescheid Stand der BDA-Liste: 2025-06-30 Name: Keller GstNr.: 2354/2, 2354/3                                                                        |
| BW   | Datei hochladen | Keller HERIS-ID: 44352 Objekt-ID: 45130                                   | Kellerviertel 46 Standort KG: Heiligenbrunn                        | siehe Kellerviertel 3 | BDA-Hist.: Q38008405 Status: Bescheid Stand der BDA-Liste: 2025-06-30 Name: Keller GstNr.: 2345                                                                                  |
| BW   | Datei hochladen | Keller HERIS-ID: 44353 Objekt-ID: 45131                                   | Kellerviertel 47 Standort KG: Heiligenbrunn                        | siehe Kellerviertel 3 | BDA-Hist.: Q38008414 Status: Bescheid Stand der BDA-Liste: 2025-06-30 Name: Keller GstNr.: 2338                                                                                  |
| BW   | Datei hochladen | Keller HERIS-ID: 44354 Objekt-ID: 45132                                   | Kellerviertel 48 Standort KG: Heiligenbrunn                        | siehe Kellerviertel 3 | BDA-Hist.: Q38008424 Status: Bescheid Stand der BDA-Liste: 2025-06-30 Name: Keller GstNr.: 2319                                                                                  |
| ja   | Datei hochladen | Keller HERIS-ID: 44355 Objekt-ID: 45133                                   | Kellerviertel 49 Standort KG: Heiligenbrunn                        | siehe Kellerviertel 3 | BDA-Hist.: Q38008435 Status: Bescheid Stand der BDA-Liste: 2025-06-30 Name: Keller GstNr.: 2318                                                                                  |
| ja   | Datei hochladen | Keller HERIS-ID: 44356 Objekt-ID: 45134                                   | Kellerviertel 50 Standort KG: Heiligenbrunn                        | siehe Kellerviertel 3 | BDA-Hist.: Q38008444 Status: Bescheid Stand der BDA-Liste: 2025-06-30 Name: Keller GstNr.: 2309                                                                                  |
| ja   | Datei hochladen | Keller HERIS-ID: 44357 Objekt-ID: 45135                                   | Kellerviertel 51 Standort KG: Heiligenbrunn                        | siehe Kellerviertel 3 | BDA-Hist.: Q38008453 Status: Bescheid Stand der BDA-Liste: 2025-06-30 Name: Keller GstNr.: 2293                                                                                  |
| ja   | Datei hochladen | Keller HERIS-ID: 44358 Objekt-ID: 45136                                   | Kellerviertel 52 Standort KG: Heiligenbrunn                        | siehe Kellerviertel 3 | BDA-Hist.: Q38008463 Status: Bescheid Stand der BDA-Liste: 2025-06-30 Name: Keller GstNr.: 2286, 2287                                                                            |
| ja   | Datei hochladen | Keller HERIS-ID: 44359 Objekt-ID: 45137                                   | Kellerviertel 53 Standort KG: Heiligenbrunn                        | siehe Kellerviertel 3 | BDA-Hist.: Q38008473 Status: Bescheid Stand der BDA-Liste: 2025-06-30 Name: Keller GstNr.: 2286                                                                                  |
| ja   | Datei hochladen | Keller HERIS-ID: 44360 Objekt-ID: 45138                                   | Kellerviertel 54 Standort KG: Heiligenbrunn                        | siehe Kellerviertel 3 | BDA-Hist.: Q38008483 Status: Bescheid Stand der BDA-Liste: 2025-06-30 Name: Keller GstNr.: 2282/1, 2279/1                                                                        |
| ja   | Datei hochladen | Keller HERIS-ID: 44361 Objekt-ID: 45139                                   | Kellerviertel 56 Standort KG: Heiligenbrunn                        | siehe Kellerviertel 3 | BDA-Hist.: Q38008493 Status: Bescheid Stand der BDA-Liste: 2025-06-30 Name: Keller GstNr.: 2259                                                                                  |
| ja   | Datei hochladen | Keller HERIS-ID: 44362 Objekt-ID: 45140                                   | Kellerviertel 57 Standort KG: Heiligenbrunn                        | siehe Kellerviertel 3 | BDA-Hist.: Q38008507 Status: Bescheid Stand der BDA-Liste: 2025-06-30 Name: Keller GstNr.: 2254                                                                                  |
| ja   | Datei hochladen | Keller HERIS-ID: 44363 Objekt-ID: 45141                                   | Kellerviertel 58 Standort KG: Heiligenbrunn                        | siehe Kellerviertel 3 | BDA-Hist.: Q38008515 Status: Bescheid Stand der BDA-Liste: 2025-06-30 Name: Keller GstNr.: 2248                                                                                  |
| ja   | Datei hochladen | Keller HERIS-ID: 44364 Objekt-ID: 45142                                   | Kellerviertel 59 Standort KG: Heiligenbrunn                        | siehe Kellerviertel 3 | BDA-Hist.: Q38008524 Status: Bescheid Stand der BDA-Liste: 2025-06-30 Name: Keller GstNr.: 2260                                                                                  |
| ja   | Datei hochladen | Keller HERIS-ID: 44365 Objekt-ID: 45143                                   | Kellerviertel 61 Standort KG: Heiligenbrunn                        | siehe Kellerviertel 3 | BDA-Hist.: Q38008534 Status: Bescheid Stand der BDA-Liste: 2025-06-30 Name: Keller GstNr.: 2249                                                                                  |
| ja   | Datei hochladen | Keller HERIS-ID: 44366 Objekt-ID: 45144                                   | Kellerviertel 62 Standort KG: Heiligenbrunn                        | siehe Kellerviertel 3 | BDA-Hist.: Q38008543 Status: Bescheid Stand der BDA-Liste: 2025-06-30 Name: Keller GstNr.: 2243                                                                                  |
| ja   | Datei hochladen | Keller HERIS-ID: 44367 Objekt-ID: 45145                                   | Kellerviertel 63 Standort KG: Heiligenbrunn                        | siehe Kellerviertel 3 | BDA-Hist.: Q38008554 Status: Bescheid Stand der BDA-Liste: 2025-06-30 Name: Keller GstNr.: 2238                                                                                  |
| ja   | Datei hochladen | Keller HERIS-ID: 44368 Objekt-ID: 45146                                   | Kellerviertel 64 Standort KG: Heiligenbrunn                        | siehe Kellerviertel 3 | BDA-Hist.: Q38008564 Status: Bescheid Stand der BDA-Liste: 2025-06-30 Name: Keller GstNr.: 2227                                                                                  |
| ja   | Datei hochladen | Keller HERIS-ID: 44369 Objekt-ID: 45147                                   | Kellerviertel 65 Standort KG: Heiligenbrunn                        | siehe Kellerviertel 3 | BDA-Hist.: Q38008574 Status: Bescheid Stand der BDA-Liste: 2025-06-30 Name: Keller GstNr.: 2220                                                                                  |
| ja   | Datei hochladen | Keller HERIS-ID: 44329 Objekt-ID: 45107                                   | Kellerviertel 66 Standort KG: Heiligenbrunn                        | siehe Kellerviertel 3 | BDA-Hist.: Q38008190 Status: Bescheid Stand der BDA-Liste: 2025-06-30 Name: Keller GstNr.: 2232/2, 2232/1                                                                        |
| ja   | Datei hochladen | Keller HERIS-ID: 44331 Objekt-ID: 45109                                   | Kellerviertel 67 Standort KG: Heiligenbrunn                        | siehe Kellerviertel 3 | BDA-Hist.: Q38008212 Status: Bescheid Stand der BDA-Liste: 2025-06-30 Name: Keller GstNr.: 2229/2                                                                                |
| ja   | Datei hochladen | Keller HERIS-ID: 44333 Objekt-ID: 45111                                   | Kellerviertel 68 Standort KG: Heiligenbrunn                        | siehe Kellerviertel 3 | BDA-Hist.: Q38008236 Status: Bescheid Stand der BDA-Liste: 2025-06-30 Name: Keller GstNr.: 2229/1                                                                                |
| ja   | Datei hochladen | Keller HERIS-ID: 44370 Objekt-ID: 45148                                   | Kellerviertel 69 Standort KG: Heiligenbrunn                        | siehe Kellerviertel 3 | BDA-Hist.: Q38008582 Status: Bescheid Stand der BDA-Liste: 2025-06-30 Name: Keller GstNr.: 2222                                                                                  |
| ja   | Datei hochladen | Keller HERIS-ID: 44371 Objekt-ID: 45149                                   | Kellerviertel 70 Standort KG: Heiligenbrunn                        | siehe Kellerviertel 3 | BDA-Hist.: Q38008593 Status: Bescheid Stand der BDA-Liste: 2025-06-30 Name: Keller GstNr.: 2024                                                                                  |
| ja   | Datei hochladen | Keller HERIS-ID: 44372 Objekt-ID: 45150                                   | Kellerviertel 73 Standort KG: Heiligenbrunn                        | siehe Kellerviertel 3 | BDA-Hist.: Q38008602 Status: Bescheid Stand der BDA-Liste: 2025-06-30 Name: Keller GstNr.: 2018                                                                                  |
| ja   | Datei hochladen | Keller HERIS-ID: 44373 Objekt-ID: 45151                                   | Kellerviertel 74 Standort KG: Heiligenbrunn                        | siehe Kellerviertel 3 | BDA-Hist.: Q38008612 Status: Bescheid Stand der BDA-Liste: 2025-06-30 Name: Keller GstNr.: 2017                                                                                  |
| ja   | Datei hochladen | Keller HERIS-ID: 44374 Objekt-ID: 45152                                   | Kellerviertel 75 Standort KG: Heiligenbrunn                        | siehe Kellerviertel 3 | BDA-Hist.: Q38008622 Status: Bescheid Stand der BDA-Liste: 2025-06-30 Name: Keller GstNr.: 2014                                                                                  |
| ja   | Datei hochladen | Keller HERIS-ID: 44375 Objekt-ID: 45153                                   | Kellerviertel 77 Standort KG: Heiligenbrunn                        | siehe Kellerviertel 3 | BDA-Hist.: Q38008633 Status: Bescheid Stand der BDA-Liste: 2025-06-30 Name: Keller GstNr.: 2011                                                                                  |
| ja   | Datei hochladen | Keller HERIS-ID: 44376 Objekt-ID: 45154                                   | Kellerviertel 79 Standort KG: Heiligenbrunn                        | Der offizielle Schaukeller des Kellerviertels, siehe Kellerviertel | BDA-Hist.: Q38008643 Status: Bescheid Stand der BDA-Liste: 2025-06-30 Name: Keller GstNr.: 2041                                                                                  |
| ja   | Datei hochladen | Keller HERIS-ID: 44377 Objekt-ID: 45155                                   | Kellerviertel 80 Standort KG: Heiligenbrunn                        | siehe Kellerviertel 3 | BDA-Hist.: Q38008648 Status: Bescheid Stand der BDA-Liste: 2025-06-30 Name: Keller GstNr.: 2065                                                                                  |
| ja   | Datei hochladen | Keller HERIS-ID: 44378 Objekt-ID: 45156                                   | Kellerviertel 81 Standort KG: Heiligenbrunn                        | siehe Kellerviertel 3 | BDA-Hist.: Q38008656 Status: Bescheid Stand der BDA-Liste: 2025-06-30 Name: Keller GstNr.: 2043                                                                                  |
| ja   | Datei hochladen | Keller HERIS-ID: 44379 Objekt-ID: 45157                                   | Kellerviertel 82 Standort KG: Heiligenbrunn                        | siehe Kellerviertel 3 | BDA-Hist.: Q38008664 Status: Bescheid Stand der BDA-Liste: 2025-06-30 Name: Keller GstNr.: 2045, 2048                                                                            |
| ja   | Datei hochladen | Keller HERIS-ID: 44380 Objekt-ID: 45158                                   | Kellerviertel 83 Standort KG: Heiligenbrunn                        | siehe Kellerviertel 3 | BDA-Hist.: Q38008673 Status: Bescheid Stand der BDA-Liste: 2025-06-30 Name: Keller GstNr.: 2046, 2047                                                                            |
| ja   | Datei hochladen | Keller HERIS-ID: 30734 Objekt-ID: 27496                                   | Kellerviertel 87 Standort KG: Heiligenbrunn                        | siehe Kellerviertel 3 | BDA-Hist.: Q37937337 Status: Bescheid Stand der BDA-Liste: 2025-06-30 Name: Keller GstNr.: 2053                                                                                  |
| ja   | Datei hochladen | Keller HERIS-ID: 44381 Objekt-ID: 45159                                   | Kellerviertel 91 Standort KG: Heiligenbrunn                        | siehe Kellerviertel 3 | BDA-Hist.: Q38008683 Status: Bescheid Stand der BDA-Liste: 2025-06-30 Name: Keller GstNr.: 2060                                                                                  |
| ja   | Datei hochladen | Keller HERIS-ID: 44382 Objekt-ID: 45160                                   | Kellerviertel 93 Standort KG: Heiligenbrunn                        | siehe Kellerviertel 3 | BDA-Hist.: Q38008706 Status: Bescheid Stand der BDA-Liste: 2025-06-30 Name: Keller GstNr.: 2055                                                                                  |
| ja   | Datei hochladen | Keller HERIS-ID: 44383 Objekt-ID: 45161                                   | Kellerviertel 95 Standort KG: Heiligenbrunn                        | siehe Kellerviertel 3 | BDA-Hist.: Q38008715 Status: Bescheid Stand der BDA-Liste: 2025-06-30 Name: Keller GstNr.: 2056                                                                                  |
| ja   | Datei hochladen | Keller HERIS-ID: 44384 Objekt-ID: 45162                                   | Kellerviertel 96 Standort KG: Heiligenbrunn                        | siehe Kellerviertel 3 | BDA-Hist.: Q38008725 Status: Bescheid Stand der BDA-Liste: 2025-06-30 Name: Keller GstNr.: 2084                                                                                  |
| ja   | Datei hochladen | Keller HERIS-ID: 44385 Objekt-ID: 45163                                   | Kellerviertel 97 Standort KG: Heiligenbrunn                        | siehe Kellerviertel 3 | BDA-Hist.: Q38008735 Status: Bescheid Stand der BDA-Liste: 2025-06-30 Name: Keller GstNr.: 2085                                                                                  |
| ja   | Datei hochladen | Keller HERIS-ID: 44386 Objekt-ID: 45164                                   | Kellerviertel 98 Standort KG: Heiligenbrunn                        | siehe Kellerviertel 3 | BDA-Hist.: Q38008747 Status: Bescheid Stand der BDA-Liste: 2025-06-30 Name: Keller GstNr.: 2027                                                                                  |
| ja   | Datei hochladen | Keller HERIS-ID: 44387 Objekt-ID: 45165                                   | Kellerviertel 99 Standort KG: Heiligenbrunn                        | siehe Kellerviertel 3 | BDA-Hist.: Q38008757 Status: Bescheid Stand der BDA-Liste: 2025-06-30 Name: Keller GstNr.: 2029                                                                                  |
| ja   | Datei hochladen | Keller HERIS-ID: 44388 Objekt-ID: 45166                                   | Kellerviertel 100 Standort KG: Heiligenbrunn                       | siehe Kellerviertel 3 | BDA-Hist.: Q38008766 Status: Bescheid Stand der BDA-Liste: 2025-06-30 Name: Keller GstNr.: 2033                                                                                  |
| ja   | Datei hochladen | Keller HERIS-ID: 44389 Objekt-ID: 45167                                   | Kellerviertel 102 Standort KG: Heiligenbrunn                       | siehe Kellerviertel 3 | BDA-Hist.: Q38008776 Status: Bescheid Stand der BDA-Liste: 2025-06-30 Name: Keller GstNr.: 2036                                                                                  |
| ja   | Datei hochladen | Keller HERIS-ID: 44390 Objekt-ID: 45168                                   | Kellerviertel 104 Standort KG: Heiligenbrunn                       | siehe Kellerviertel 3 | BDA-Hist.: Q38008786 Status: Bescheid Stand der BDA-Liste: 2025-06-30 Name: Keller GstNr.: 2065                                                                                  |
| ja   | Datei hochladen | Keller HERIS-ID: 44391 Objekt-ID: 45169                                   | Kellerviertel 105 Standort KG: Heiligenbrunn                       | siehe Kellerviertel 3 | BDA-Hist.: Q38008796 Status: Bescheid Stand der BDA-Liste: 2025-06-30 Name: Keller GstNr.: 2063, 2066                                                                            |
| ja   | Datei hochladen | Keller HERIS-ID: 44335 Objekt-ID: 45113                                   | Kellerviertel 106 Standort KG: Heiligenbrunn                       | siehe Kellerviertel 3 | BDA-Hist.: Q38008254 Status: Bescheid Stand der BDA-Liste: 2025-06-30 Name: Keller GstNr.: 2065                                                                                  |
| BW   | Datei hochladen | Keller HERIS-ID: 44392 Objekt-ID: 45170                                   | Kellerviertel 107 Standort KG: Heiligenbrunn                       | siehe Kellerviertel 3 | BDA-Hist.: Q38008818 Status: Bescheid Stand der BDA-Liste: 2025-06-30 Name: Keller GstNr.: 2063                                                                                  |
| ja   | Datei hochladen | Keller HERIS-ID: 44393 Objekt-ID: 45171                                   | Kellerviertel 108 Standort KG: Heiligenbrunn                       | siehe Kellerviertel 3 | BDA-Hist.: Q38008827 Status: Bescheid Stand der BDA-Liste: 2025-06-30 Name: Keller GstNr.: 2062                                                                                  |
| ja   | Datei hochladen | Keller HERIS-ID: 44394 Objekt-ID: 45172                                   | Kellerviertel 111 Standort KG: Heiligenbrunn                       | siehe Kellerviertel 3 | BDA-Hist.: Q38008837 Status: Bescheid Stand der BDA-Liste: 2025-06-30 Name: Keller GstNr.: 2077                                                                                  |
| ja   | Datei hochladen | Keller HERIS-ID: 44337 Objekt-ID: 45115                                   | Kellerviertel 113 Standort KG: Heiligenbrunn                       | siehe Kellerviertel 3 | BDA-Hist.: Q38008275 Status: Bescheid Stand der BDA-Liste: 2025-06-30 Name: Keller GstNr.: 2078                                                                                  |
| ja   | Datei hochladen | Keller HERIS-ID: 44395 Objekt-ID: 45173                                   | Kellerviertel 114 Standort KG: Heiligenbrunn                       | siehe Kellerviertel 3 | BDA-Hist.: Q38008846 Status: Bescheid Stand der BDA-Liste: 2025-06-30 Name: Keller GstNr.: 2075                                                                                  |
| ja   | Datei hochladen | Keller HERIS-ID: 44396 Objekt-ID: 45174                                   | Kellerviertel 115 Standort KG: Heiligenbrunn                       | siehe Kellerviertel 3 | BDA-Hist.: Q38008856 Status: Bescheid Stand der BDA-Liste: 2025-06-30 Name: Keller GstNr.: 2078                                                                                  |
| ja   | Datei hochladen | Keller HERIS-ID: 44397 Objekt-ID: 45175                                   | Kellerviertel 116 Standort KG: Heiligenbrunn                       | siehe Kellerviertel 3 | BDA-Hist.: Q38008866 Status: Bescheid Stand der BDA-Liste: 2025-06-30 Name: Keller GstNr.: 2079                                                                                  |
| ja   | Datei hochladen | Keller HERIS-ID: 44398 Objekt-ID: 45176                                   | Kellerviertel 117 Standort KG: Heiligenbrunn                       | siehe Kellerviertel 3 | BDA-Hist.: Q38008877 Status: Bescheid Stand der BDA-Liste: 2025-06-30 Name: Keller GstNr.: 2086                                                                                  |
| ja   | Datei hochladen | Keller HERIS-ID: 44399 Objekt-ID: 45177                                   | Kellerviertel 118 Standort KG: Heiligenbrunn                       | siehe Kellerviertel 3 | BDA-Hist.: Q38008888 Status: Bescheid Stand der BDA-Liste: 2025-06-30 Name: Keller GstNr.: 1864                                                                                  |
| ja   | Datei hochladen | Keller HERIS-ID: 44400 Objekt-ID: 45178                                   | Kellerviertel 119 Standort KG: Heiligenbrunn                       | siehe Kellerviertel 3 | BDA-Hist.: Q38008895 Status: Bescheid Stand der BDA-Liste: 2025-06-30 Name: Keller GstNr.: 1864                                                                                  |
| ja   | Datei hochladen | Keller HERIS-ID: 44401 Objekt-ID: 45179                                   | Kellerviertel 120 Standort KG: Heiligenbrunn                       | siehe Kellerviertel 3 | BDA-Hist.: Q38008904 Status: Bescheid Stand der BDA-Liste: 2025-06-30 Name: Keller GstNr.: 1864                                                                                  |
| ja   | Datei hochladen | Keller HERIS-ID: 30733 Objekt-ID: 27495                                   | Kellerviertel 127 Standort KG: Heiligenbrunn                       | siehe Kellerviertel 3 | BDA-Hist.: Q37937323 Status: Bescheid Stand der BDA-Liste: 2025-06-30 Name: Keller GstNr.: 1250                                                                                  |
| ja   | Datei hochladen | Keller HERIS-ID: 30732 Objekt-ID: 27494                                   | Kellerviertel 128 Standort KG: Heiligenbrunn                       | siehe Kellerviertel 3 | BDA-Hist.: Q37937309 Status: Bescheid Stand der BDA-Liste: 2025-06-30 Name: Keller GstNr.: 1260                                                                                  |
| ja   | Datei hochladen | Keller HERIS-ID: 44339 Objekt-ID: 45117                                   | Kellerviertel 130 Standort KG: Heiligenbrunn                       | siehe Kellerviertel 3 | BDA-Hist.: Q38008293 Status: Bescheid Stand der BDA-Liste: 2025-06-30 Name: Keller GstNr.: 1264                                                                                  |
| BW   | Datei hochladen | Keller HERIS-ID: 44402 Objekt-ID: 45180                                   | Kellerviertel 132 Standort KG: Heiligenbrunn                       | siehe Kellerviertel 3 Anmerkung: Grundstücksnummer 1254 falsch, müsste wohl 1253 oder 1264 sein. | BDA-Hist.: Q38008919 Status: Bescheid Stand der BDA-Liste: 2025-06-30 Name: Keller GstNr.: 1254                                                                                  |
| ja   | Datei hochladen | Keller HERIS-ID: 44403 Objekt-ID: 45181                                   | Kellerviertel 133 Standort KG: Heiligenbrunn                       | siehe Kellerviertel 3 | BDA-Hist.: Q38008927 Status: Bescheid Stand der BDA-Liste: 2025-06-30 Name: Keller GstNr.: 1290                                                                                  |
| ja   | Datei hochladen | Keller HERIS-ID: 30731 Objekt-ID: 27493                                   | Kellerviertel 135 Standort KG: Heiligenbrunn                       | siehe Kellerviertel 3 | BDA-Hist.: Q37937295 Status: Bescheid Stand der BDA-Liste: 2025-06-30 Name: Keller GstNr.: 1174                                                                                  |
| ja   | Datei hochladen | Keller HERIS-ID: 30730 Objekt-ID: 27491                                   | Kellerviertel 136 Standort KG: Heiligenbrunn                       | siehe Kellerviertel 3 | BDA-Hist.: Q37937282 Status: Bescheid Stand der BDA-Liste: 2025-06-30 Name: Keller GstNr.: 1171                                                                                  |
| BW   | Datei hochladen | Keller HERIS-ID: 44404 Objekt-ID: 45182                                   | Kellerviertel 138 Standort KG: Heiligenbrunn                       | siehe Kellerviertel 3 | BDA-Hist.: Q38008936 Status: Bescheid Stand der BDA-Liste: 2025-06-30 Name: Keller GstNr.: 1295                                                                                  |
| BW   | Datei hochladen | Keller HERIS-ID: 44405 Objekt-ID: 45183                                   | Kellerviertel 139 Standort KG: Heiligenbrunn                       | siehe Kellerviertel 3 | BDA-Hist.: Q38008946 Status: Bescheid Stand der BDA-Liste: 2025-06-30 Name: Keller GstNr.: 1298                                                                                  |
| ja   | Datei hochladen | Keller HERIS-ID: 44406 Objekt-ID: 45184                                   | Kellerviertel 140 Standort KG: Heiligenbrunn                       | siehe Kellerviertel 3 | BDA-Hist.: Q38008957 Status: Bescheid Stand der BDA-Liste: 2025-06-30 Name: Keller GstNr.: 1308                                                                                  |
| ja   | Datei hochladen | Keller HERIS-ID: 44407 Objekt-ID: 45185                                   | Kellerviertel 141 Standort KG: Heiligenbrunn                       | siehe Kellerviertel 3 | BDA-Hist.: Q38008967 Status: Bescheid Stand der BDA-Liste: 2025-06-30 Name: Keller GstNr.: 1318                                                                                  |
| ja   | Datei hochladen | Keller HERIS-ID: 44408 Objekt-ID: 45186                                   | Kellerviertel 142 Standort KG: Heiligenbrunn                       | siehe Kellerviertel 3 | BDA-Hist.: Q38008976 Status: Bescheid Stand der BDA-Liste: 2025-06-30 Name: Keller GstNr.: 1325/1                                                                                |
| ja   | Datei hochladen | Keller HERIS-ID: 44409 Objekt-ID: 45187                                   | Kellerviertel 144 Standort KG: Heiligenbrunn                       | siehe Kellerviertel 3 | BDA-Hist.: Q38008985 Status: Bescheid Stand der BDA-Liste: 2025-06-30 Name: Keller GstNr.: 1327                                                                                  |
| ja   | Datei hochladen | Keller HERIS-ID: 44410 Objekt-ID: 45188                                   | Kellerviertel 145 Standort KG: Heiligenbrunn                       | siehe Kellerviertel 3 | BDA-Hist.: Q38008996 Status: Bescheid Stand der BDA-Liste: 2025-06-30 Name: Keller GstNr.: 1328                                                                                  |
| ja   | Datei hochladen | Keller HERIS-ID: 30729 Objekt-ID: 27490                                   | Kellerviertel 146 Standort KG: Heiligenbrunn                       | siehe Kellerviertel 3 | BDA-Hist.: Q37937268 Status: Bescheid Stand der BDA-Liste: 2025-06-30 Name: Keller GstNr.: 1335                                                                                  |
| ja   | Datei hochladen | Keller HERIS-ID: 44411 Objekt-ID: 45189                                   | Kellerviertel 149 Standort KG: Heiligenbrunn                       | siehe Kellerviertel 3 | BDA-Hist.: Q38009007 Status: Bescheid Stand der BDA-Liste: 2025-06-30 Name: Keller GstNr.: 1351/1                                                                                |
| ja   | Datei hochladen | Ulrichskapelle HERIS-ID: 30710 Objekt-ID: 27471                           | Standort KG: Heiligenbrunn                                         | Wallfahrtskapelle urkundlich 1198 erwähnt. Anstelle einer älteren Brunnenkapelle im Jahr 1926 erbaut. | BDA-Hist.: Q37937142 Status: § 2a Stand der BDA-Liste: 2025-06-30 Name: Ulrichskapelle GstNr.: 70 Ulrichskapelle (Heiligenbrunn)                                                 |
| ja   | Datei hochladen | Kath. Filialkirche hl. Anna HERIS-ID: 30719 Objekt-ID: 27480              | Luising 6 Standort KG: Luising                                     | Die Kirche wurde 1932 nach klassizistischem Schema erbaut. | BDA-Hist.: Q37937239 Status: § 2a Stand der BDA-Liste: 2025-06-30 Name: Kath. Filialkirche hl. Anna GstNr.: 13                                                                   |
| ja   | Datei hochladen | Ehem. kath. Volksschule HERIS-ID: 30715 Objekt-ID: 27476                  | Reinersdorf 58 Standort KG: Reinersdorf                            | Das Schulgebäude mit dem Steildach stammt von Friedrich Zotter aus dem Jahr 1930. | BDA-Hist.: Q37937202 Status: § 2a Stand der BDA-Liste: 2025-06-30 Name: Ehem. kath. Volksschule GstNr.: 3                                                                        |
| ja   | Datei hochladen | Weinkeller, Blockkeller HERIS-ID: 30716 Objekt-ID: 27477                  | Reinersdorf 94 Standort KG: Reinersdorf                            | Ein Holzblockbau mit lehmverschmierten, weißgekalkten Wänden und Walmdach mit Strohdeckung sowie einer strohgeflochtenen Schutztür. | BDA-Hist.: Q37937218 Status: Bescheid Stand der BDA-Liste: 2025-06-30 Name: Weinkeller, Blockkeller GstNr.: 2787                                                                 |
| ja   | Datei hochladen | Kath. Filialkirche Christi Himmelfahrt HERIS-ID: 30714 Objekt-ID: 27475   | Reinersdorf 202 Standort KG: Reinersdorf                           | | BDA-Hist.: Q37937188 Status: § 2a Stand der BDA-Liste: 2025-06-30 Name: Kath. Filialkirche Christi Himmelfahrt GstNr.: 1 Filialkirche Christi Himmelfahrt, Reinersdorf           |